# I. Radu havasalföldi fejedelem
I. Radu, más néven Fekete Radu (1330 k. – 1383) Havasalföld fejedelme 1377 – 1383 között.
Miklós Sándor vajda fejedelem fia, I. László testvére és társuralkodója, számos történész által Fekete Raduként azonosított, mitikus fejedelme az akkor alakuló havasalföldi fejedelemségnek, első törvényhozó és intézmények alapítója.
Feltehetően 1372-ben lépett trónra társuralkodóként. Egyes feltételezések szerint tényleges uralkodása 1374. július 9-én kezdődött, amikor is testvérét utoljára említik meg hivatalos dokumentumok.
Sajnos nem sok hivatalos irat maradt fenn uralkodásáról, nagyrészt magyar források említik meg, egy korabeli olasz krónika és néhány felirat a Curtea de Argeș-i kolostor falain.
Az alakulóban lévő havasalföldi fejedelemség uralkodójaként meglehetősen rossz viszonya volt a Magyar Királysággal. Több fegyveres konfliktusra is sor került, amelyekről részleteket nem tudunk. A Cronica Carrarese korabeli olasz krónika megemlíti Nagy Lajos király egyik katonai expedícióját 1377. július 5. és augusztus 14. között, melynek az volt a célja, hogy megleckéztesse „Radano prinzipo di Bulgaria infidelle”-t – akit egyértelműen I. Raduval azonosítottak a történészek. A harcokat megemlítik még a velencei számadások is, melyekben szerepel egy megrendelés páncélokról, melyeket 10 000 (bizonyára eltúlzott szám) havasalföldi „armadura da cavali” volt hivatott hordani. Ugyanezen források úgy tudósítottak, hogy I. Radu serege vereséget szenvedett.
Nehéz ma eldönteni, tényleg vereséget szenvedett-e I. Radu, hisz a Magyar Királyságban kibocsátott okmányok a harcokat követő időkben is arról számoltak be, hogy Nagy Lajos célja még mindig a havasalföldi fejedelem betörése volt. Még abban az évben november 19-én a magyar király a brassóiakhoz írt levelében arról biztosította a kereskedőket, ha „úgy, ahogy reméli” Havasalföld a kezébe kerül, csökkenteni fogja a vámokat.
I. Radu fejedelem Havasalföld első fejedelmei közé tartozott, és nagyon sokat tett országa vallási és gazdasági fejlődéséért. Halála körülményei ismeretlenek.